# Distretto di Wachirabarami
Il distretto di Wachirabarami (in thailandese: วชิรบารมี) è un distretto (amphoe) della Thailandia, situato nella provincia di Phichit.